# Verticordia serrata
Verticordia serrata är en myrtenväxtart som först beskrevs av John Lindley, och fick sitt nu gällande namn av Johannes Conrad Schauer. Verticordia serrata ingår i släktet Verticordia och familjen myrtenväxter.

## Underarter
Arten delas in i följande underarter:
- V. s. ciliata
- V. s. linearis
- V. s. serrata